# Café com pernas

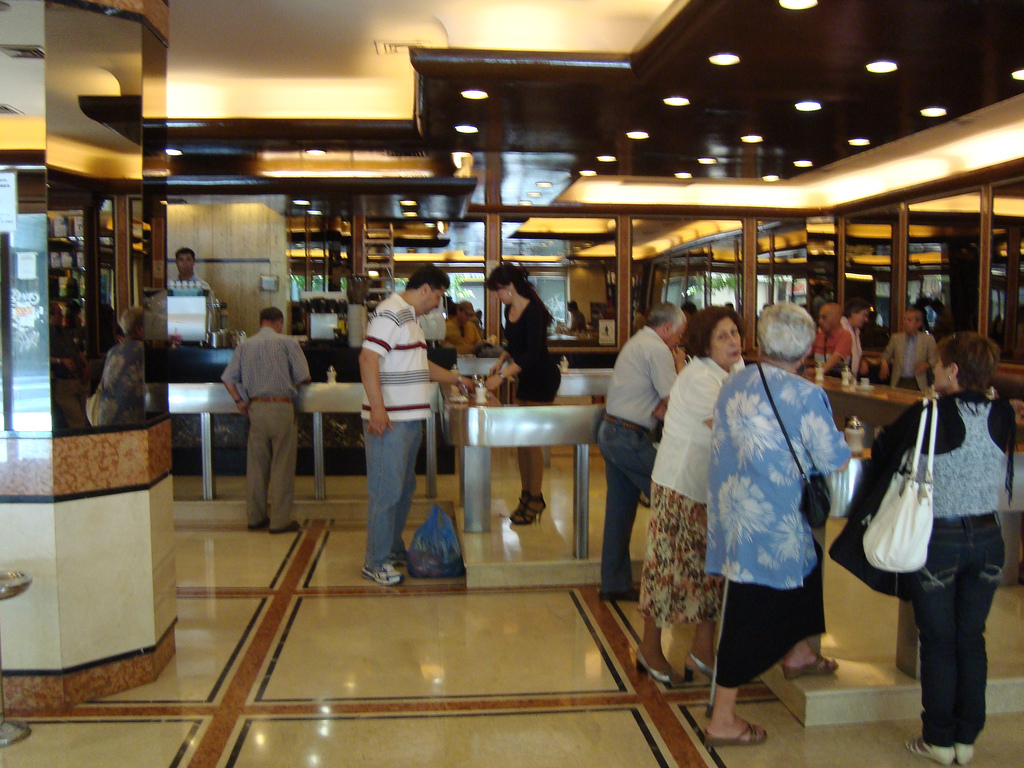
Uma versão mais conservadora de um "café com pernas" em Santiago (dezembro de 2010)

Café com pernas (tradução literal do castelhano "café con piernas") é um tipo de cafeteria popular no Chile no qual a equipe que atende os clientes é composta por mulheres vestidas de forma reveladora.  Cafés com garçonetes de minissaia e salto alto servindo executivos são há muito populares, mas o uso de biquínis e vestimentas mais reveladoras aceleraram o modismo em meados da década de 1990.  Esse tipo de estabelecimento é muito popular e numeroso em Santiago.  Nota-se com frequência que esse tipo de estabelecimento parece contradizer a tão propalada cultura conservadora dos chilenos.  Geralmente as mulheres caminham numa passarela elevada atrás do balcão, de modo permitir maior visualização pelos clientes. Nem todos os estabelecimentos apresentam as mulheres de biquíni ou de lingerie: alguns deles permaneceram com a escolha tradicional da combinação minissaia e salto alto. Três redes de cafés com pernas do Chile são Café do Brasil, Café Caribe e Café Haiti.